# ويليام إس. بينيت الثاني
ويليام إس. بينيت الثاني (بالإنجليزية: William S. Bennet II)‏ هو شخصية أعمال أمريكي، ولد في 30 أبريل 1934 في نيوبورغ في الولايات المتحدة، وتوفي في 24 نوفمبر 2009 في بوسطن في الولايات المتحدة.